# Telekgerendás
Telekgerendás là một thị trấn thuộc hạt Békés, Hungary. Thị trấn này có diện tích 72,37 km², dân số năm 2010 là 1593 người, mật độ 22 người/km².